# 余国荔
余国荔（Corrinne Yu），出生于香港，游戏程序员、前微软光环小组的首席游戏引擎程序员、微软游戏工作室中第一个也是唯一一个女性技术主管，在业界有“女版约翰·卡马克”之称。她是微软Direct3D顾问委员会的创始人之一，还参与过NVidia的CUDA及GPU模拟，也曾在Gearbox软件、3D Realms、离子风暴等公司任技术总监。游戏开发者大会曾授予她年度游戏女性奖。

## 生平
2008年微软聘用余国荔作为当时刚成立不久的343 Industries的首席引擎架构师；她在2013年11月离开微软，加入索尼电脑娱乐旗下的顽皮狗工作室，负责PlayStation 4平台的游戏开发。
2014年11月離開頑皮狗，加入Amazon，在其无人机递送项目Amazon Prime Air任職，擔任Principal Development Manager。2018年3月，她离开Amazon，加入通用汽车的通用自动化巡航担任工程副总裁，负责无人驾驶项目的工作；同年10月离职。2018年10月，加入Facebook担任软件工程经理。